# Morte de Alton Sterling
Em 5 de julho de 2016, Alton Sterling, um homem negro de de 37 anos, foi baleado várias vezes após ser derrubado por dois oficiais de polícia brancos em Baton Rouge, Louisiana. A polícia estava respondendo a uma denúncia de que um homem vestido de vermelho e vendendo CDs usou uma arma para ameaçar alguém do lado de fora de uma loja de conveniência. Os disparos foram gravados por vários espectadores. Os vídeos mostram o confronto e tiros à queima-roupa.
Os tiros levaram a protestos em Baton Rouge e investigação de direitos pelo Departamento de Justiça dos EUA.
O dono da loja onde os tiros ocorreram, Abdullah Muflahi, disse que Sterling tinha começado a carregar uma arma alguns dias antes do evento, pois outros vendedores de CD tinham sido roubado recentemente. Muflahi também disse que Sterling, "não era o causador dos problemas" durante a situação que levou a polícia a ser chamada.

## Tiros
Às 12:35 AM, no estacionamento do Triple S Food Mart, Sterling foi detido por policiais após um denunciante anônimo informar que um homem, que crê-se ser Sterling, estava ameaçando-o e acenando ou brandindo uma arma durante o processo de venda de CDs. Sterling levou tiro de pistola de choque pelos policiais, em seguida, o oficial agarrou Sterling, que era parrudo, e jogou-o no capô de um carro, e daí para o chão. Sterling estava preso ao chão por ambos os agentes, com um ajoelhado no seu peito e o outra na sua coxa, ambos tentando controlar os seus braços.
Um oficial exclamou: "Ele tem uma arma! Arma!" Um dos policiais gritou: "Se você mover, porra, eu juro por Deus!" Em seguida, o Oficial Salamoni foi ouvido no vídeo dizendo: "Lake, ele vai pegar a arma!". Um dos policiais apontou a arma para Sterling, e em seguida, três tiros são ouvidos; a câmera sai de enquadramento, e pouco antes de voltar, mais três tiros são ouvidos. O policial apoiado no tórax de Alton está fora da imagem, e o oficial que sacou a arma está cerca de um metro de distância com a sua arma apontada para Alton, que tem claros sinais de tiros no tórax. De acordo com a testemunha Muflahi, os policiais, em seguida, pegaram uma arma de fogo do bolso de Sterling.
Vários espectadores capturaram os tiros em vídeo com seus telefones celulares, além do vídeo das câmeras da loja, e no uniforme dos oficiais.  Um segundo vídeo foi disponibilizado um dia após o disparo pelo proprietário da loja e testemunha ocular Abdullah Muflahi. Em um comunicado para a NBC News, Muflahi disse que Sterling nunca empunhou a arma ou ameaçou os oficiais.